# Josep Maria Gol i Creus
Josep Maria Gol i Creus (Barcelona, 1897 - 1980) fou un ceramista, pintor i esmaltador de vidre català. Estudià a l'Escola Superior de Bells Oficis on fou deixeble de Pau Gargallo, Francesc Quer i Joaquim Folch i Torres.
Josep Maria Gol i Creus començà fent d'aprenent litògraf i gravador de pedra. Quan tenia quinze anys li presentaren en Francesc d'Assís Galí i Fabra i així pogué accedir a les classes de la seva acadèmia, i quan el nomenaren director de l'Escola Superior de Bells Oficis, també hi assistí. Durant els seus anys d'estudi fou aprenent a la Joieria Cabot.
La seva formació el decantà al treball de la pasta de vidre i el foc, convertint-se en esmaltador. La seva obra fou coneguda pel gran públic gràcies a les exposicions de 1918 i 1922 a les Galeries Laietanes de Barcelona, on s'exposaven les creacions dels alumnes de l'Escola.
Els seus vidres esmaltats s'exposen per primer cop a París, a l'Exposició d'Arts Decoratives i Indústries Modernes (1925)

Va acabar els estudis amb vint-i-cinc anys i construí un forn a l'aire lliure, a Sants. Després va poder construir un taller a Collblanc, però patí un incendi que el va obligar a traslladar-se al soterrani de la joieria d'en Ramon Sunyer Clarà. Aquí elaborà les peces per l'Exposició Nacional de Belles Arts del 1926, a Madrid. Va vendre gairebé tots els vidres a col·leccionistes. I el 1929 tingué un gran reconeixement en una exposició a Londres.
Al 1930, es traslladà a París, i retrobà en Josep Llorens i Artigas, que havien sigut companys d'escola. Ja instal·lat a París, tornà a exposar a Barcelona, quaranta quadres a les Galeries Dalmau. Aquesta exposició fou precedida d'una d'en Salvador Dalí i seguida per una d'en Joan Miró. El forn del taller de París va patir una altra explosió, la desintegració del vidre provocà que es convertís en un material únic, com el vidre opalí. Picasso en fou un gran admirador.
La seva etapa d'esmaltador revifa un dels bells oficis del Noucentisme. Es dedicà a les joieria, amb unes peces totalment trencadores per l'època. Els anys vint i trenta tingué molt reconeixement. La seva segona etapa, dècada dels quaranta s'inscriu en el moviment Art brut. I, tot i que posteriorment, perdé notorietat, l'any 1966 encara se li dedicà una exposició al Col·legi d'Arquitectes de Catalunya: José María Gol: vidrios, cerámicas, dibujos, óleos, tingué força ressò mediàtic.
Algunes de les seves creacions formen part de la col·lecció del Museu Nacional d'Art de Catalunya.